# La Estancia, Huajuapan de León
La Estancia är en ort i Mexiko.   Den ligger i kommunen Heroica Ciudad de Huajuapan de León och delstaten Oaxaca, i den sydöstra delen av landet, 230 km sydost om huvudstaden Mexico City. La Estancia ligger 1 589 meter över havet och antalet invånare är 519.
Terrängen runt La Estancia är huvudsakligen kuperad, men den allra närmaste omgivningen är platt. La Estancia ligger nere i en dal. Runt La Estancia är det ganska glesbefolkat, med 24 invånare per kvadratkilometer. Närmaste större samhälle är Ciudad de Huajuapan de León, 2,0 km norr om La Estancia. I omgivningarna runt La Estancia växer huvudsakligen savannskog.